# Justine Kurland
Justine Kurland (née en 1969 à Warsaw, New York) est une photographe d'art basée à New York. 

## Éducation
Kurland obtient son B.F.A. à la School of Visual Arts en 1996. Elle fréquente ensuite l'Université de Yale où elle étudie avec Gregory Crewdson et Philip-Lorca diCorcia et obtient son diplôme de fin d'étude, un M.F.A. en 1998. 

## Vie et carrière
L’œuvre de Kurland attire l'attention du public pour la première fois dans le cadre de l'exposition Another Girl, Another Planet (1999), à la galerie Van Doren Waxter de New York. L'exposition comprend des tableaux de grande dimension de paysages néo-romantiques peuplés par de jeunes adolescentes marginales, réelles ou imaginaires. C'est la première manifestation de son intérêt pour la photographie, qui a duré de 1997, lorsqu'elle a commencé à prendre des photos de la baby-sitter de son mentor Laurie Simmons et de ses amis, jusqu'en 2002. Au total, Kurland a publié 69 photos de filles dans une série intitulée Girl Pictures. Les photos mises en scène ont pour cadre des environnements urbains et sauvages, peuplés de filles libres, pleines d'espoir et indépendantes. 
Les paysages qui l'inspirent sont les «lieux secrets» de préadolescents : friches aux abords de banlieue, caractérisées par une nature sauvage et des enfants en liberté. Son livre en édition limitée Spirit West (2000) présente des travaux similaires à une échelle plus ambitieuse. Début 2001, Kurland passe plusieurs mois en Nouvelle-Zélande, où elle crée un travail similaire avec des écolières. 
Pour l'exposition Community, Skyblue (2002), Kurland s'attache à documenter des villes de Virginie et de Californie, mettant en évidence les aspirations utopiques des habitantes en les faisant apparaître nues sur ses photos et en les montrant comme seules silhouettes perdues dans le paysage. En 2003, elle présente des expositions en Europe Golden Dawn (Londres) et Welcome Home (Vienne), basées sur ces séries d'images.
Son livre, Old Joy (2004) se tourne vers les hommes. Elle montre des trekkers marchant nus dans la nature, où ils vivent des expériences spirituelles. Inspiré par ce travail photographique, l'écrivain Jonathan Raymond a créé une nouvelle en 2004. La réalisatrice Kelly Reichardt réalise en 2006 l'adaptation cinématographique de cette nouvelle. Le personnage principal est joué par le chanteur Will Oldham, la bande originale est composée par Yo La Tengo et le film Old Joy est présenté au festival du film de Sundance et au festival international du film de Rotterdam. 
L'exposition de 2004 Songs of Experience explore l'imagerie médiévale et biblique. En 2005, elle présente une exposition solo au Japon. Après avoir eu un fils, Kurland commence à photographier des femmes enceintes et de nouvelles mères (Mama Baby, 2004-2007). L'intérêt de son fils pour les trains la conduit à photographier des hobos et des trains de 2007 à 2011 (This Train Is Bound for Glory). Plus jeune, elle s'est aussi intéressée à la masculinité américaine et a créé des photographies de voitures et de mécaniciens (Sincere Auto Care, 2011-2015). 
Le travail de Kurland apparaît également sur la pochette de l'album 2004 Dead Cities, Red Seas & Lost Ghosts du groupe de musique électronique et shoegaze français M83, ainsi que sur les couvertures des sorties EP de cet album. 
Dans un article de ArtForum (avril 2000), elle évoque ses inspirations : « Je pense toujours à la peinture : les paysages pittoresques anglais du XIXe siècle et l'idéal utopique, ainsi que les photographies de Julia Margaret Cameron. J'ai commencé à fréquenter les musées à un âge précoce, mais mon imaginaire est également influencé par les illustrations des contes de fées de mon enfance. »

## Expositions
- Airless Spaces, 11 juillet - 8 septembre 2018, Higher Pictures, New York[8]
- Girl Pictures, 1997-2002, 24 mai - 29 juin 2018, Mitchell-Innes & Nash, New York [9],[10],[11]
- Days Inn, 4 septembre - 10 octobre 2014, Mitchell-Innes & Nash, New York (en tant que commissaire)[12]
- Sincere Auto Care, 4 septembre - 11 octobre 2014, Mitchell-Innes & Nash, New York[13]
- This Train is Bound for Glory, 15 octobre - 14 novembre 2009, Mitchell-Innes & Nash, New York[14]
- Of Woman Born, 24 février - 7 avril 2007, Mitchell-Innes & Nash, New York[15]
- A Rabbit as King of the Ghosts, 27 juin - 11 août 2006, Mitchell-Innes & Nash, New York (en tant que co-commissaire)[16]